# Halowe Mistrzostwa Europy w Lekkoatletyce 1975
6. Halowe Mistrzostwa Europy w Lekkoatletyce – zawody lekkoatletyczne, zorganizowane pod egidą European Athletics Association, 8 i 9 marca 1975 roku w hali widowiskowo-sportowej „Rondo” w Katowicach.

## Rezultaty

### Mężczyźni

#### Konkurencje biegowe
| Konkurencja:                          | 1. miejsce                                                            | Rezultat | 2. miejsce                                                                            | Rezultat | 3. miejsce                                                                  | Rezultat |
| Bieg na 60 m (szczegóły)              | Wałerij Borzow                                                        | 6,59     | Aleksandr Aksinin                                                                     | 6,67     | Zenon Licznerski                                                            | 6,74     |
| Bieg na 400 m (szczegóły)             | Hermann Köhler                                                        | 48,75    | Josip Alebić                                                                          | 49,04    | Siemion Koczer                                                              | 49,33    |
| Bieg na 800 m (szczegóły)             | Gerhard Stolle                                                        | 1:49,8   | Ivo Van Damme                                                                         | 1:50,1   | Władimir Ponomariow                                                         | 1:50,2   |
| Bieg na 1500 m (szczegóły)            | Thomas Wessinghage                                                    | 3:44,6   | Piotr Anisim                                                                          | 3:45,4   | Gheorghe Ghipu                                                              | 3:45,4   |
| Bieg na 3000 m (szczegóły)            | Ian Stewart                                                           | 7:58,6   | Pekka Päivärinta                                                                      | 7:58,6   | Boris Kuzniecow                                                             | 8:01,2   |
| Bieg na 60 m przez płotki (szczegóły) | Leszek Wodzyński                                                      | 7,69     | Frank Siebeck                                                                         | 7,69     | Eduard Pieriewierziew                                                       | 7,74     |
| Sztafeta 4 × 2 okrążenia (szczegóły)  | RFN · Klaus Ehl · Franz-Peter Hofmeister · Karl Honz · Hermann Köhler | 2:29,9   | Polska · Wiesław Puchalski · Roman Siedlecki · Jerzy Włodarczyk · Wojciech Romanowski | 2:31,4   | Bułgaria · Krasimir Gutew · Narcis Popow · Jordan Jordanow · Janko Bratanow | 2:32,1   |

#### Konkurencje techniczne
| konkurencja                | złoto            | złoto | srebro                   | srebro | brąz                  | brąz  |
| -------------------------- | ---------------- | ----- | ------------------------ | ------ | --------------------- | ----- |
| Skok wzwyż (szczegóły)     | Vladimír Malý    | 2,21  | Endre Kelemen Rune Almén | 2,19   | –                     | –     |
| Skok o tyczce (szczegóły)  | Antti Kalliomäki | 5,35  | Wojciech Buciarski       | 5,30   | Władysław Kozakiewicz | 5,30  |
| Skok w dal (szczegóły)     | Jacques Rousseau | 7,94  | Hans-Jürgen Berger       | 7,87   | Zbigniew Beta         | 7,82  |
| Trójskok (szczegóły)       | Wiktor Saniejew  | 17,01 | Michał Joachimowski      | 16,90  | Giennadij Biessonow   | 16,78 |
| Pchnięcie kulą (szczegóły) | Wyłczo Stoew     | 20,29 | Geoffrey Capes           | 19,98  | Walerij Wojkin        | 19,44 |

### Kobiety

#### Konkurencje biegowe
| konkurencja                           | złoto                                                                         | złoto  | srebro                                                                | srebro | brąz                                                                               | brąz   |
| ------------------------------------- | ----------------------------------------------------------------------------- | ------ | --------------------------------------------------------------------- | ------ | ---------------------------------------------------------------------------------- | ------ |
| Bieg na 60 m (szczegóły)              | Andrea Lynch                                                                  | 7,17   | Monika Meyer                                                          | 7,24   | Irena Szewińska                                                                    | 7,26   |
| Bieg na 400 m (szczegóły)             | Verona Elder                                                                  | 52,68  | Nadieżda Iljina                                                       | 53,21  | Inta Kļimoviča                                                                     | 53,91  |
| Bieg na 800 m (szczegóły)             | Anita Barkusky                                                                | 2:05,6 | Sarmīte Štūla                                                         | 2:06,2 | Rosica Pechliwanowa                                                                | 2:06,3 |
| Bieg na 1500 m (szczegóły)            | Natalia Andrei                                                                | 4:14,7 | Tatjana Kazankina                                                     | 4:14,8 | Ellen Wellmann                                                                     | 4:16,2 |
| Bieg na 60 m przez płotki (szczegóły) | Grażyna Rabsztyn                                                              | 8,04   | Annelie Ehrhardt                                                      | 8,12   | Tatjana Anisimowa                                                                  | 8,21   |
| Sztafeta 4 × 2 okrążenia (szczegóły)  | ZSRR · Inta Kļimoviča · Ingrīda Barkāne · Ludmyła Aksionowa · Nadieżda Iljina | 2:46,1 | RFN · Elke Barth · Brigitte Koczelnik · Silvia Hollmann · Rita Wilden | 2:47,3 | Polska · Zofia Zwolińska · Genowefa Nowaczyk · Krystyna Kacperczyk · Danuta Piecyk | 2:49,5 |

#### Konkurencje techniczne
| konkurencja                | złoto              | złoto | srebro                   | srebro | brąz             | brąz  |
| -------------------------- | ------------------ | ----- | ------------------------ | ------ | ---------------- | ----- |
| Skok wzwyż (szczegóły)     | Rosemarie Witschas | 1,92  | Marie-Christine Debourse | 1,83   | Annemieke Bouma  | 1,80  |
| Skok w dal (szczegóły)     | Dorina Cătineanu   | 6,31  | Lidija Ałfiejewa         | 6,29   | Meta Antenen     | 6,28  |
| Pchnięcie kulą (szczegóły) | Marianne Adam      | 20,05 | Helena Fibingerová       | 19,93  | Iwanka Christowa | 19,35 |

## Klasyfikacja medalowa
| Miejsce | Państwo         | Złoto | Srebro | Brąz | Razem |
| 1.      | NRD             | 4     | 3      | 0    | 7     |
| 2.      | ZSRR            | 3     | 6      | 8    | 17    |
| 3.      | RFN             | 3     | 2      | 1    | 6     |
| 4.      | Wielka Brytania | 3     | 1      | 0    | 4     |
| 5.      | Polska          | 2     | 3      | 5    | 10    |
| 6.      | Rumunia         | 2     | 0      | 1    | 3     |
| 7.      | Czechosłowacja  | 1     | 1      | 0    | 2     |
| 7.      | Finlandia       | 1     | 1      | 0    | 2     |
| 7.      | Francja         | 1     | 1      | 0    | 2     |
| 10.     | Bułgaria        | 1     | 0      | 3    | 4     |
| 11.     | Belgia          | 0     | 1      | 0    | 1     |
| 11.     | Jugosławia      | 0     | 1      | 0    | 1     |
| 11.     | Szwecja         | 0     | 1      | 0    | 1     |
| 11.     | Węgry           | 0     | 1      | 0    | 1     |
| 14.     | Holandia        | 0     | 0      | 1    | 1     |
| 14.     | Szwajcaria      | 0     | 0      | 1    | 1     |
| Razem   | Razem           | 21    | 21     | 21   | 61    |

## Uczestnicy
W halowych mistrzostwach Europy w Katowicach wystąpiło 267 zawodników, którzy reprezentowali 24, niżej wymienione, kraje.
| - Austria - Belgia - Bułgaria - Czechosłowacja - Dania - Finlandia - Francja - Grecja | - Hiszpania - Holandia - Jugosławia - Luksemburg - NRD - Norwegia - Polska (szczegóły) - RFN | - Rumunia - Szwajcaria - Szwecja - Turcja - Węgry - Wielka Brytania - Włochy - ZSRR |
|                                                                                       |                                                                                              |                                                                                     |